# Piennes-Onvillers
Piennes-Onvillers és un municipi francès situat al departament del Somme i a la regió dels Alts de França. L'any 2007 tenia 339 habitants.

## Demografia

### Població
El 2007 la població de fet de Piennes-Onvillers era de 339 persones. Hi havia 117 famílies de les quals 24 eren unipersonals (4 homes vivint sols i 20 dones vivint soles), 36 parelles sense fills, 49 parelles amb fills i 8 famílies monoparentals amb fills.
La població ha evolucionat segons el següent gràfic:
Habitants censats

### Habitatges
El 2007 hi havia 147 habitatges, 124 eren l'habitatge principal de la família, 13 eren segones residències i 9 estaven desocupats. Tots els 147 habitatges eren cases. Dels 124 habitatges principals, 114 estaven ocupats pels seus propietaris i 10 estaven llogats i ocupats pels llogaters; 10 tenien tres cambres, 23 en tenien quatre i 91 en tenien cinc o més. 90 habitatges disposaven pel capbaix d'una plaça de pàrquing. A 61 habitatges hi havia un automòbil i a 56 n'hi havia dos o més.

### Piràmide de població

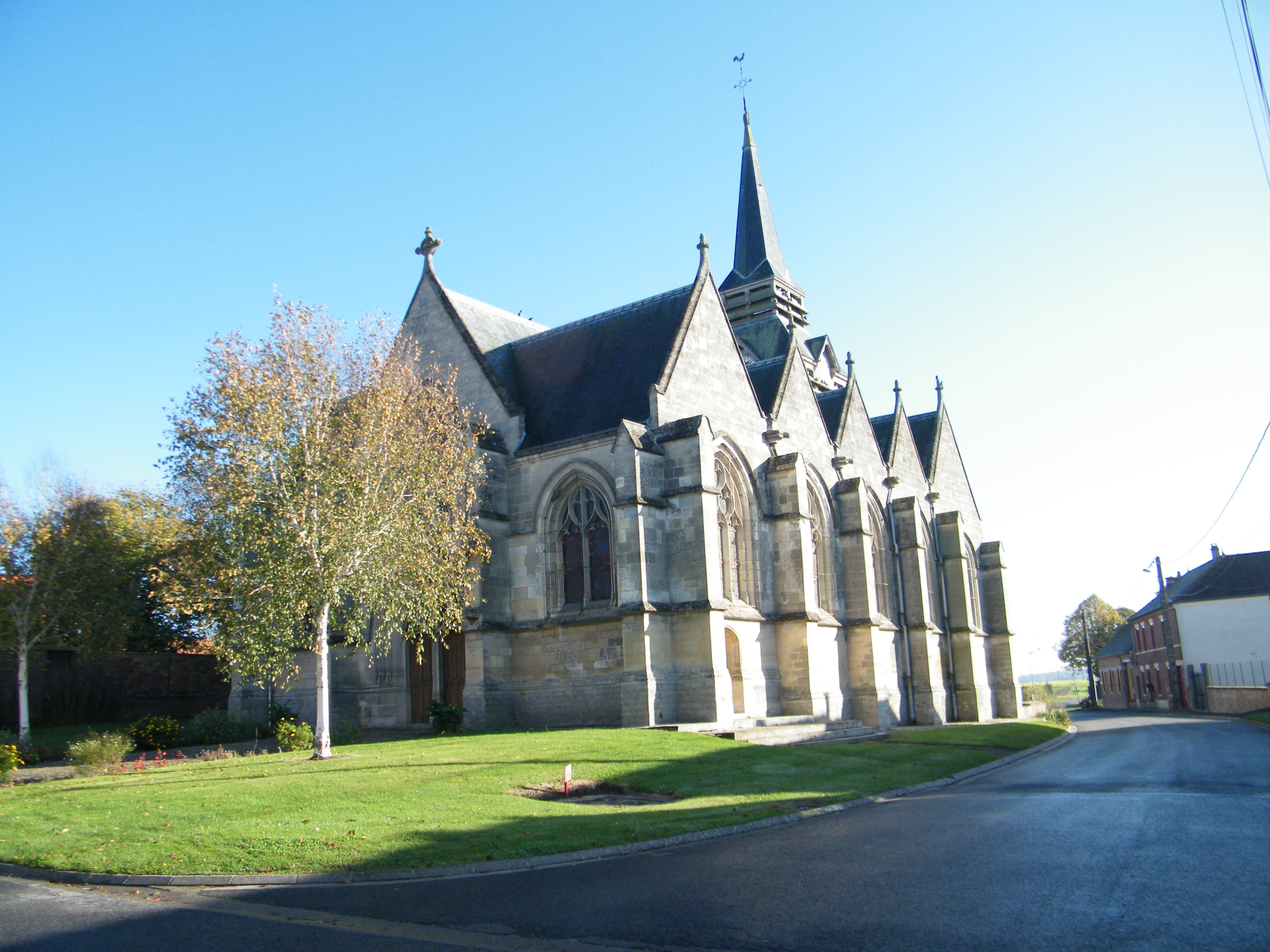

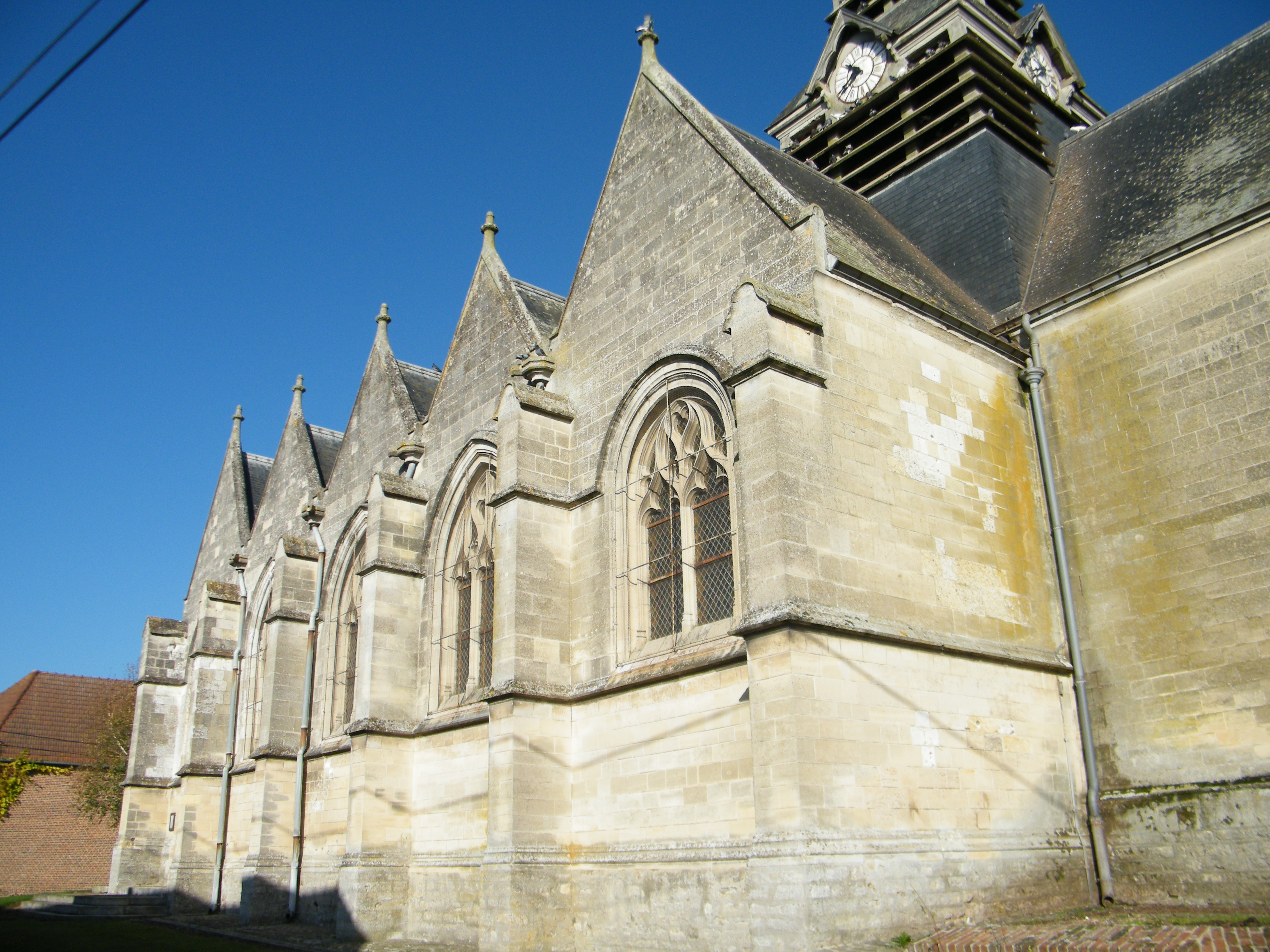

La piràmide de població per edats i sexe el 2009 era:
| Homes | Edats   | Dones |
| ----- | ------- | ----- |
| 0     | 95 o +  | 0     |
| 0     | 90 a 94 | 0     |
| 4     | 85 a 89 | 4     |
| 0     | 80 a 84 | 8     |
| 0     | 75 a 79 | 12    |
| 8     | 70 a 74 | 8     |
| 4     | 65 a 69 | 8     |
| 8     | 60 a 64 | 4     |
| 20    | 55 a 59 | 8     |
| 8     | 50 a 54 | 16    |
| 4     | 45 a 49 | 4     |
| 8     | 40 a 44 | 4     |
| 4     | 35 a 39 | 0     |
| 16    | 30 a 34 | 24    |
| 28    | 25 a 29 | 16    |
| 4     | 20 a 24 | 9     |
| 8     | 15 a 19 | 1     |
| 4     | 10 a 14 | 8     |
| 16    | 5 a 9   | 12    |
| 16    | 0 a 4   | 16    |

## Economia

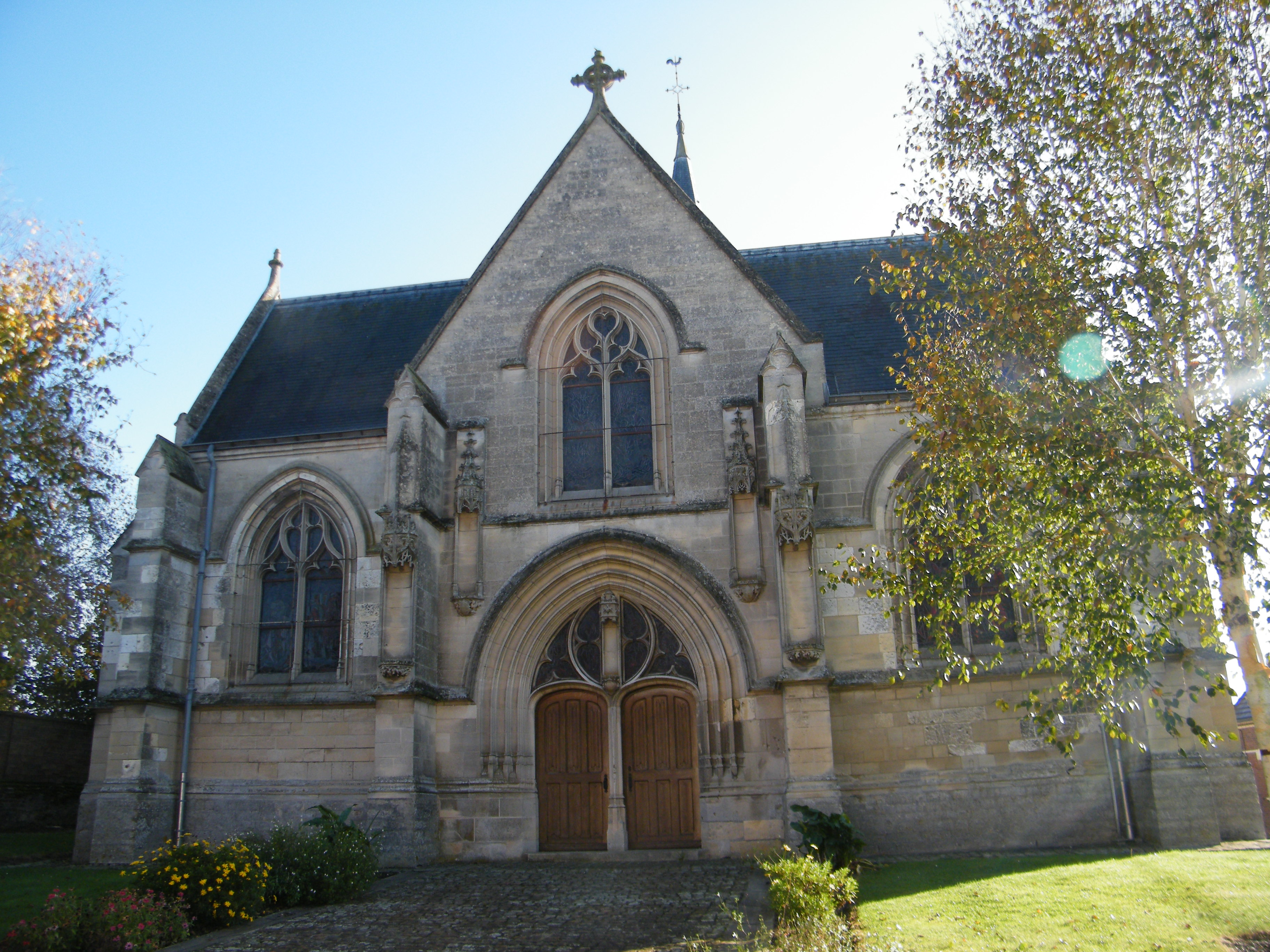

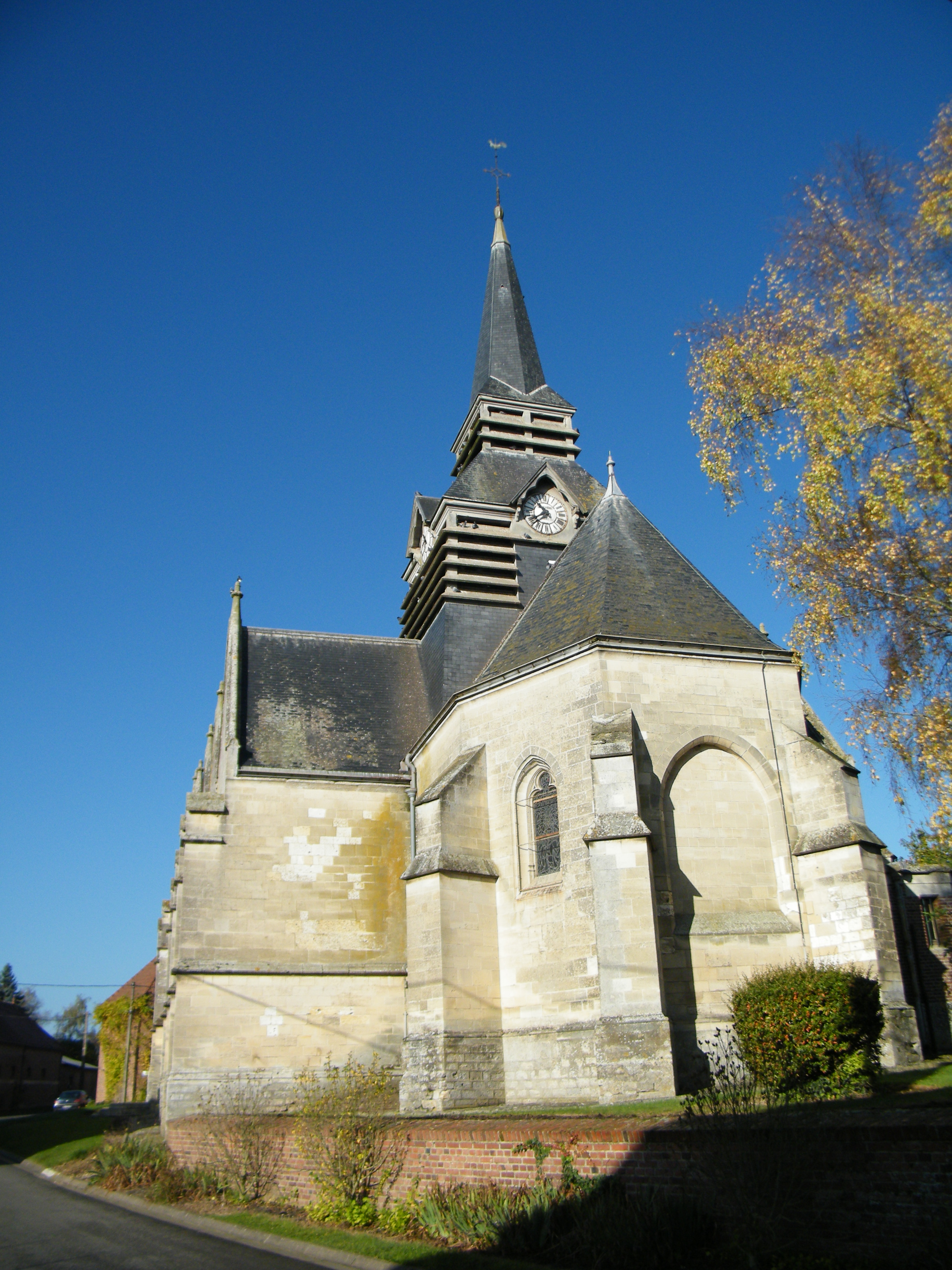

El 2007 la població en edat de treballar era de 218 persones, 161 eren actives i 57 eren inactives. De les 161 persones actives 153 estaven ocupades (89 homes i 64 dones) i 8 estaven aturades (1 home i 7 dones). De les 57 persones inactives 18 estaven jubilades, 23 estaven estudiant i 16 estaven classificades com a «altres inactius».

### Ingressos
El 2009 a Piennes-Onvillers hi havia 131 unitats fiscals que integraven 357 persones, la mediana anual d'ingressos fiscals per persona era de 17.553 €.

### Activitats econòmiques
Dels 13 establiments que hi havia el 2007, 7 eren d'empreses de construcció, 2 d'empreses de comerç i reparació d'automòbils, 1 d'una empresa financera, 1 d'una empresa de serveis i 2 d'empreses classificades com a «altres activitats de serveis».
Dels 4 establiments de servei als particulars que hi havia el 2009, 1 era un taller de reparació d'automòbils i de material agrícola, 1 paleta, 1 fusteria i 1 lampisteria.
L'any 2000 a Piennes-Onvillers hi havia 12 explotacions agrícoles.

## Equipaments sanitaris i escolars
El 2009 hi havia una escola elemental integrada dins d'un grup escolar amb les comunes properes formant una escola dispersa.

## Poblacions més properes

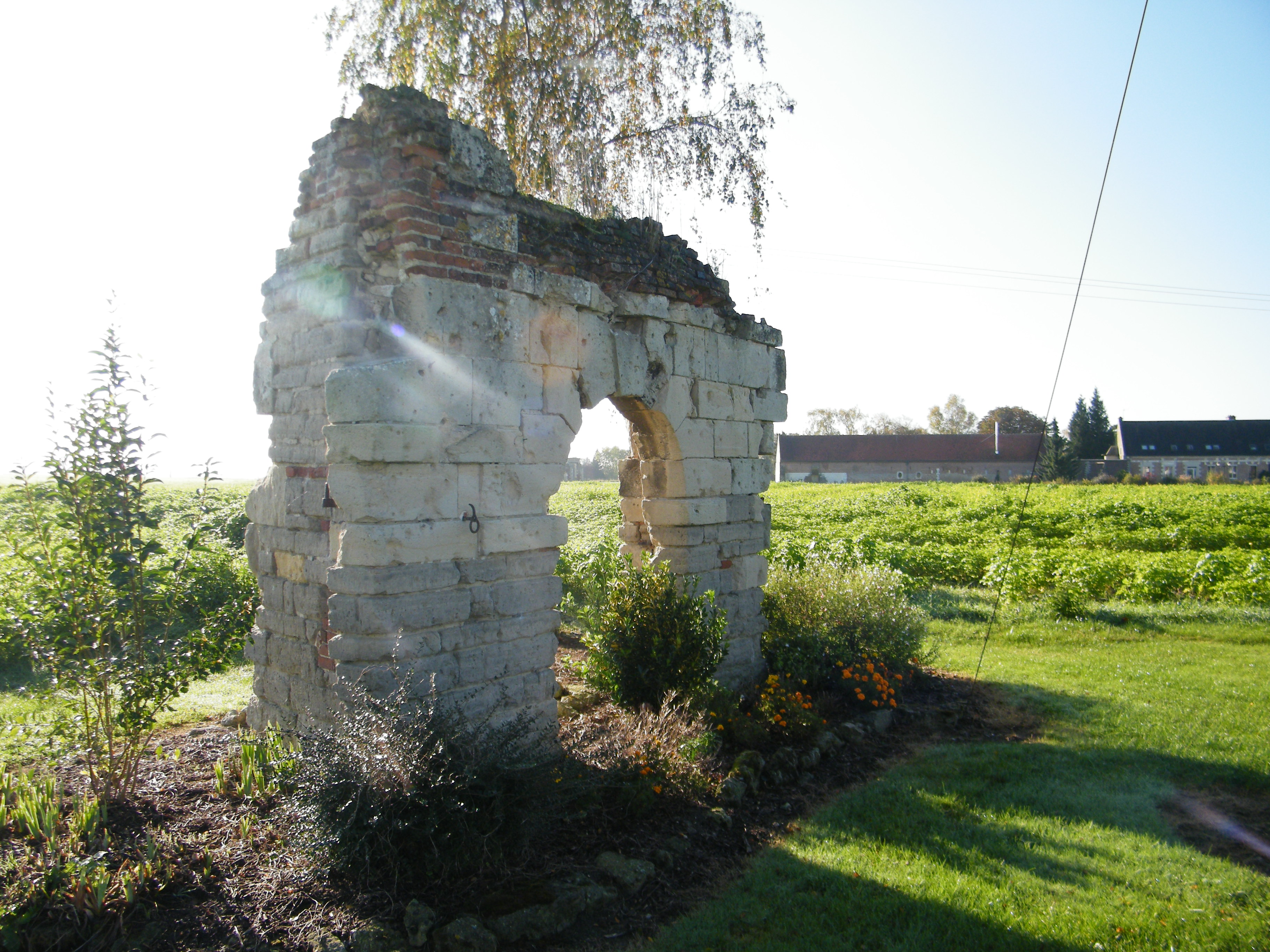

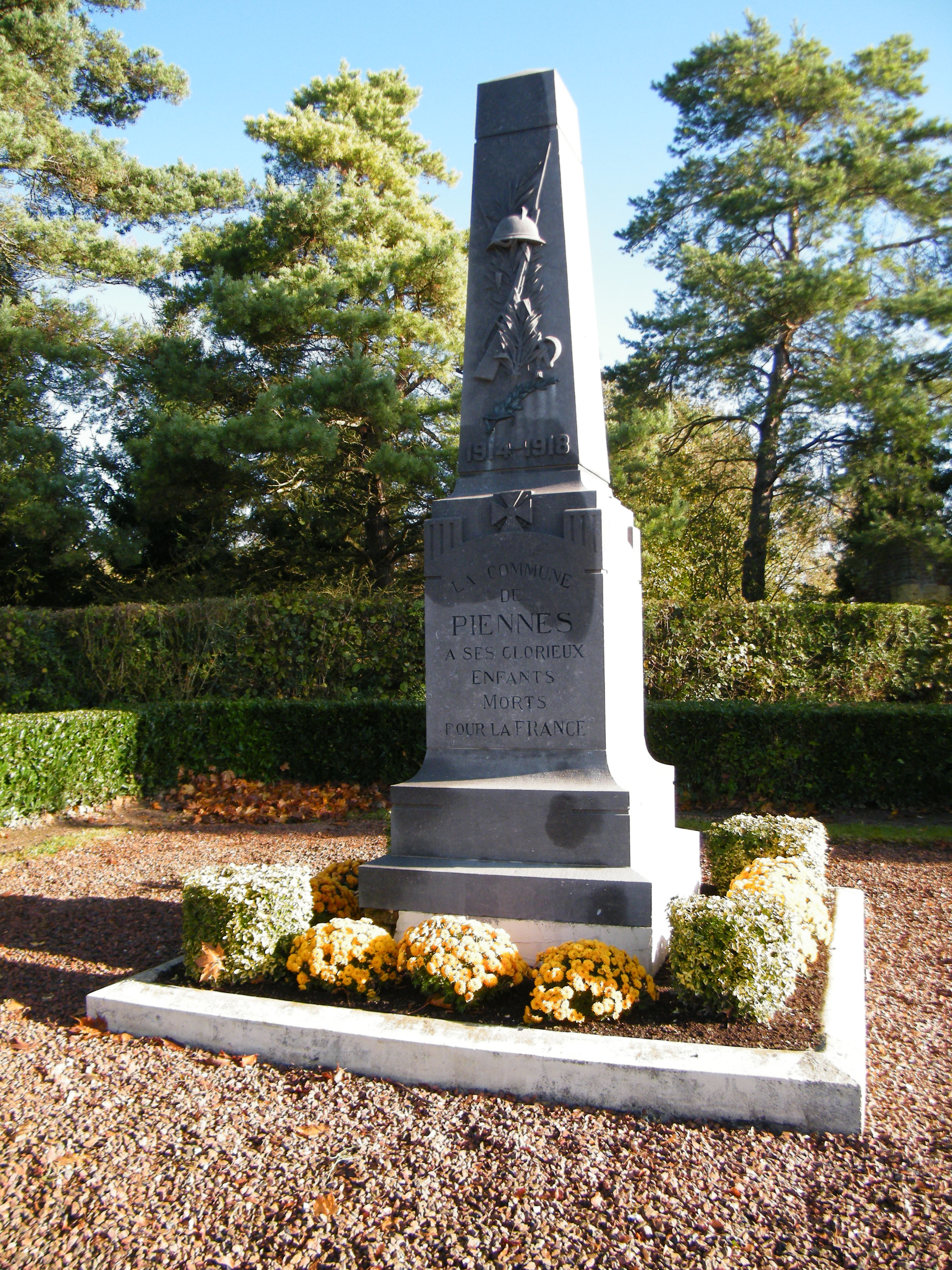

El següent diagrama mostra les poblacions més properes.